# Kurt Sundén
Kurt Sundén, född 10 januari 1938 i Huskvarna, död 3 oktober 2018 i Stockholm, var en svensk bildkonstnär och skulptör.
Kurt Sundén utbildade sig på Konstfack i Stockholm och Kungliga Konsthögskolan i Stockholm under 1950- och 1960-talen.
Han medverkade med emaljmålning på huset Östbergabackarna 21 i konst på Östbergahöjden 1967-1969. Konstverket är numera borttaget efter en renovering av fastigheten.